# Есіко (граф Балленштедта)
Есіко з Балленштедта (помер близько 1060 р.) — родоначальник дому Асканій (тобто найстарішим відомим членом його династії). Есіко був графом Балленштедта (правління 1036—1060), і його володіння стали ядром пізнішого князівства Ангальт.

## Життя

### Батьки та брати і сестри
Есіко також відомий як Есіко та Хесіко. Іноді припускають, що його батьком був якийсь Адальберт Балленштедтський, який одружився з Хіддою, дочкою маркграфа Одо I Східної Саксонської марки, але вагомих доказів цьому немає. Таким чином, Есіко був братом Ути фон Балленштедт, дружини маркграфа Еккарда II Мейсенського, і Хазехи, абатиси Гернроде. Можливо, у нього також був брат, на ім'я Дітріх.

### Кар'єра
Про нього мало що відомо, але вважається, що він був графом саксонського Швабенгау, Гарцгау і Нордтюрінгау з резиденцією в замку Балленштедт.
Есіко вперше згадується в акті 1036 року, виданому імператором Конрадом II, а потім до восьми наступних грамот, виданих до 1059 року. Він також згадується в хроніці 13 століття, Annalista Saxo, як Esicus de Ballenstide. Припускають, що він успадкував великі маєтки в Східній саксонській марці від свого діда по материнській лінії, маркграфа Одо I. Він був графом Балленштедта принаймні приблизно з 1036 року до своєї смерті приблизно в 1060 році.
Приблизно в 1043 році він, імовірно, заснував колегіальну церкву, присвячену Панкрасу з Риму та Абундію поблизу свого замку, замку Балленштедт. Він був одним із засновників Наумбурзького собору, головним жертводавцем якого була його сестра Ута. Іноді стверджується, що Есіко побудував перші будівлі замку Анхальт у 1050 році, але інші джерела вважають, що замок був побудований онуком Есіко, Отто, графом Балленштедта, приблизно в 1123 році.
Коли Ута та Екард померли бездітними у 1045 та 1046 роках відповідно, їхнє майно було повернуто до Генріха III, імператора Священної Римської імперії, але Есіко переконався, що більша частина їхньої спадщини була передана під контроль Аббі Гернроде, де їхня сестра Хазеха була абатисом з 1043 року.
Володіння Есіко стали ядром пізнішого князівства Ангальт.

### Шлюб і діти
Есіко був одружений на жінці, на ім'я Матильда. Після запису в Annalista Saxo іноді кажуть, що Есіко близько 1026 року одружився з Матильдою Швабською, дочкою Германа II Швабського та невісткою імператора Конрада II. Це можливо, оскільки вважається, що другий чоловік Матильди, Фрідріх Барський, помер близько 1026 року (хоча він міг дожити до 1033 року). Крім того, його дружиною могла бути Матильда Верльська.
З дружиною Есіко мав трьох дітей:
- Адальберт II, граф Балленштедта, який змінив Есіко як граф Балленштедта.[2]
- Аделаїда Балленштадтська, дружина Тіемо зі Шраплау.
- Отто